# Massa Makan Diabaté
Massa Makan Diabaté (* 1938 in Kita; † 27. Januar 1988 in Bamako) war ein malischer Griot und Schriftsteller französischer Sprache.

## Leben und Werk
Massa Makan Diabaté war der Neffe des Meister-Griot Kélé Monson Diabaté und wurde von ihm in die Kunst des episch-historischen Gesangs eingeführt. Er studierte in Guinea und Paris und begann ab 1967 in der Nachfolge von Amadou Hampâté Bâ und Djibril Tamsir Niane (1932–2021) mündliche Griot-Texte der Malinke in französischer Sprache herauszugeben, wofür er 1971 den Grand Prix littéraire de l’Afrique noire erhielt. Weitere malische Stoffe verarbeitete er zu einem Theaterstück und zu Romanen. Erfolgreich war insbesondere die Trilogie über den Leutnant, den Frisör und den Metzger von Kouta, für die er 1987 den Grand Prix international der Léopold-Sédar-Senghor-Stiftung erhielt.
Diabaté war in der Kulturverwaltung seines Landes, dann auch in Dakar und im Dienste der UNESCO tätig. Er starb im Alter von 46 Jahren. In Bamako trägt ein Gymnasium seinen Namen.

## Werke (Auswahl)

### Kouta-Trilogie
- Le Lieutenant de Kouta. Hatier, Paris 1979, 1984, 1989, 2002.
- Le Coiffeur de Kouta. Roman. Hatier, Paris 1980, 1991, 2002.
- Le Boucher de Kouta. Roman. Hatier, Paris 1982, 1991, 2002. 1987 (Grand Prix international de la Fondation Léopold Sédar Senghor).

### Weitere Werke
- (mit Diango Cissé und Kélé-Monson Diabaté) La Dispersion des Mandeka d’après un récit du généalogiste Kélé-Monson Diabaté. Éditions populaires, Bamako [1970].
- (Hrsg.) Janjon et autres chants populaires du Mali. Présence africaine, Paris 1970, 1997. (Grand Prix littéraire de l’Afrique noire)
- (Hrsg.) Kala Jata. Éditions populaires, Bamako 1970.
- Une si belle leçon de patience. 1972. (Theater, die Geschichte von Samory Touré)
- (Hrsg.) L’aigle et l’épervier ou la Geste de Sunjata. Oswald, Paris 1975.
- Comme une piqûre de guêpe. Présence africaine, Paris 1980, 1985. (Thema Beschneidung)
- L’Assemblée des djinns. Présence africaine, Paris 1985.
- Le Lion à l’arc. Récit épique. Hatier, Paris 1986, 1989. (Epos über Sundiata Keïta)
- Une hyène à jeun. Hatier, Paris 1988.